# Sedegliano
Sedegliano est une commune italienne de la province d'Udine dans la région Frioul-Vénétie Julienne en Italie.

## Administration
| Période                                  | Période | Identité | Étiquette | Qualité |
| ---------------------------------------- | ------- | -------- | --------- | ------- |
|                                          |         |          |           |         |
| Les données manquantes sont à compléter. |         |          |           |         |

### Hameaux
Coderno, Gradisca, Grions, Rivis, San Lorenzo, Turrida

### Communes limitrophes
Codroipo, Coseano, Flaibano, Mereto di Tomba, San Giorgio della Richinvelda, San Martino al Tagliamento, Valvasone